# 大津漁港 (北海道)
大津漁港（おおつぎょこう）は、北海道中川郡豊頃町にある第4種漁港である。

## 概要
サケ定置網等の沿岸漁業の流通拠点、周辺海域で操業する漁船の避難拠点および、密漁を監視する漁業取締船の拠点港となっている。

## 沿革
- 1932年度 - 臨時国救事業として2ヶ年継続的に工費6万円を投じて着工するも、その後継続竣工無く、波浪のため破壊される[2]。
- 1946年
  - 8月7日 - 同日から翌8月8日にかけて、大津村（現・豊頃町大津地区）長、助役、農業会長、松内村議が出札して「十勝川治水工事、大津漁港修築」などについて北海道関係者に陳情した。港湾課長は「大津河口改修は技術的に困難なるも9月中旬現地調査の上善処したい」と回答している[2]。
  - 11月6日 - 大津村より北海道総合開発調査委員会水産専門委員竹村孝太郎に「大津漁港修築に関する件」の陳情書を提出[2]。以降内閣、国会など各方面に陳情を続ける[3]。
- 1951年10月29日 - 同日付で、大津村が「漁港指定申請書」を北海道に提出して「漁業法第六条に規定する第二種漁港」指定を申請[4]。
- 1952年11月24日 - 農告第609号により、第1種漁港として告示される[5]。
- 1969年1月11日 - 官報12621号、農林省告示第22号、漁港法第5条第2項の規定に取り、第4種漁港に指定される[6]。
- 1970年6月27日 - 起工式を挙行[7]。
- 1979年8月25日 - 開港式を挙行し、一部供用を開始[8]。